# Королевский полумесяц
Королевский полумесяц, Кресчент (англ. Royal Crescent) — сплошной ряд из тридцати домов, образующих сегмент в форме полумесяца. Расположен в городе Бат (графство Сомерсет, юго-западная Англия). Спроектирован архитектором Джоном Вудом — младшим и построен в период с 1767 по 1774 год. Как классический образец архитектуры британского позднегеоргианского стиля архитектурный ансамбль «Королевский полумесяц» в 1950 году был занесён в список охраняемых зданий категории I («представляющей исключительный интерес, имеющий международное значение»). В 1971 году он был объединён с номером 15 и стал Королевским.

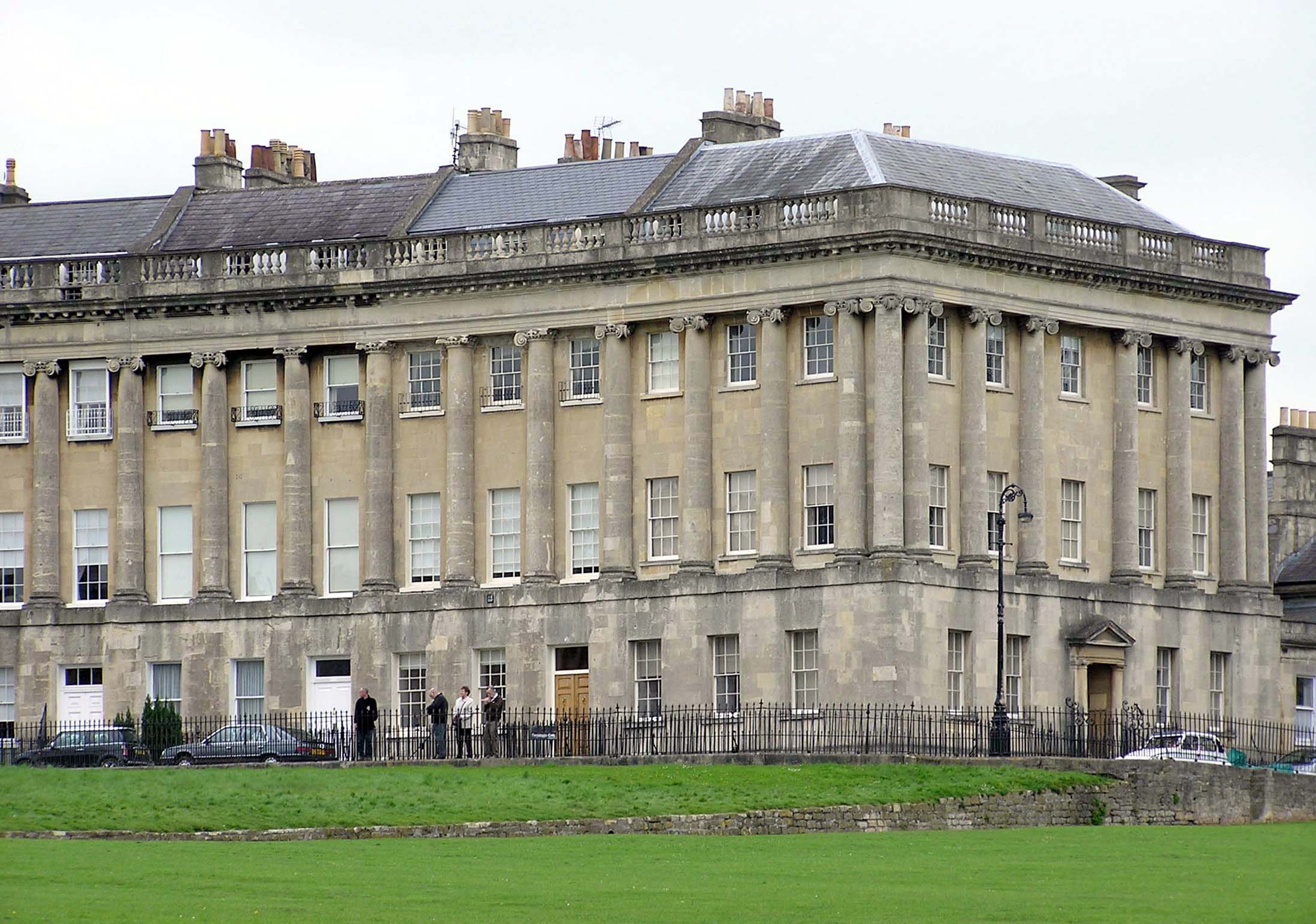
Правая часть полумесяца вблизи

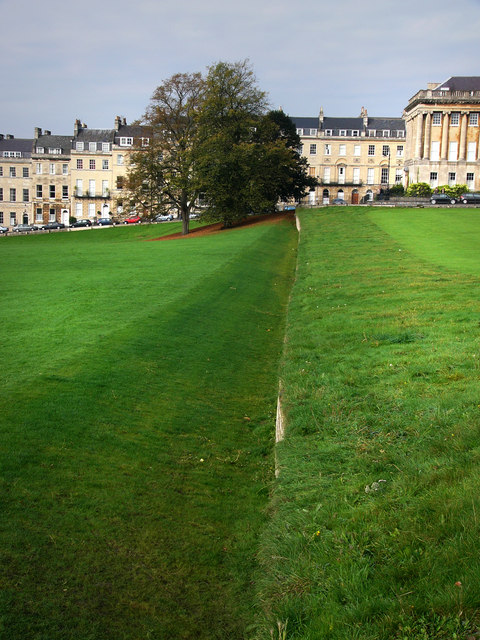
Аха перед Королевским полумесяцем

В этих домах свыше ста лет проживали либо останавливались многие выдающиеся люди. Некоторые из них увековечены на специальных мемориальных досках, прикрепленных к соответствующим зданиям. Из тридцати таунхаусов (городских домов) полумесяца десять по-прежнему представляют собой полноценные особняки; восемнадцать разбиты на квартиры различной площади. За прошедшие годы в интерьеры зданий были внесены многие изменения, но фасады в георгианском стиле остались такими же, какими они были в начале постройки. В настоящее время в «Королевском полумесяце» имеются отель и музей (Royal Crescent № 1), некоторые из домов содержат офисные и многоквартирные жилые помещения.

## Проектирование и строительство
Изначально комплекс назывался просто «Полумесяц», а прилагательное «королевский» добавилось в конце XVIII века, когда Фредерик, герцог Йоркский, жил в домах № 1 и 16.
Полумесяц длиной 500 футов (150 м) имеет 114 колонн ионического ордера, поднятых на высокий цокольный этаж. Это был первый «полумесяц» однорядных домов и пример постройки типа «rus in urbe» (деревня в городе) с видом на парковую зону напротив.
Архитектор Вуд спроектировал изогнутые фасады тридцати трёхэтажных зданий высотой 5,2 метра. Диаметр колонн 76 см, высота колонн, соответственно, 1:10 и равна 7,6 метра, общая высота здания 14,3 м, число колонн — 114. Антаблемент имеет высоту 1,5 м. Центральное здание имеет четыре парные колонны. Каждый владелец покупал определённую часть фасада и нанимал собственного архитектора для строительства здания за фасадом. Поэтому несмотря на то, что фасад однороден, задняя сторона в архитектурном отношении разнородна. Такой способ застройки типичен для города Бат и получил ироничное название «фасады королевы Анны и спины Марии-Анны».
Перед Королевским полумесяцем находится «аха» (ров с подпорной стеной), внутренняя сторона которого вертикальна и выложена камнем, а вторая имеет травяное покрытие. «Аха» было сделано, чтобы ограждение не нарушало вид на парк королевы Виктории. Неизвестно, было ли оно построено одновременно с Королевским полумесяцем, но известно, что изначально оно было глубже, чем сейчас.
Изгородь между полумесяцем и лужайкой включена в реестр зданий, находящихся под угрозой.

## В настоящее время
Дома в Королевском полумесяце имеют разных владельцев — большинство находятся в частной собственности, но существенное число домов принадлежит жилищной ассоциации.
Дом № 1 является музеем, которым управляет Трест сохранения Бата, который демонстрирует, как богатый домовладелец того времени мог бы украсить такой дом. Он был куплен в 1967 году мэром Бернаром Кейзером (Major Bernard Cayzer) и передан тресту вместе с деньгами на его восстановление и украшение.
Дом № 16 стал гостиницей в 1950 году. В 1971 он был соединён с домом № 15 и стал отелем Королевский полумесяц. В 1978 году он был продан председателю Лондонского клуба Слоун Джону Тэму (John Tham) и восстановлен.
В парке Королевы Виктории, который расположен рядом с полумесяцем, летом запускают воздушные шары — обычно рано утром и поздно вечером.
Похожий ансамбль полукруглых зданий: «Парк Кресент» (проект 1806 года, строительство 1819—1821) создал в Лондоне английский архитектор Джон Нэш.